# Arrêt ex-roi de Grèce et autres contre Grèce
L'arrêt ex-roi de Grèce et autres c. Grèce (requête no 25701/94) est un arrêt de la Cour européenne des droits de l'homme daté du 28 novembre 2002 qui condamne la République hellénique à indemniser l'ex-roi des Hellènes Constantin II, sa sœur la princesse Irène et leur tante la princesse Catherine après avoir reconnu, le 23 novembre 2000, par quinze voix contre deux, qu’il y avait eu, à leur encontre, violation par l'État grec de l’article 1 du Protocole no 1 (protection des biens) à la Convention européenne des droits de l’homme.

## Biens immobiliers et mobiliers liés au contentieux
Les biens disputés entre l'ancienne famille royale de Grèce et la République hellénique sont les suivants :
- Palais et domaine de Tatoï (41 990 000 m2) acquis par le roi Georges Ier en 1864, agrandi à plusieurs reprises par achats en 1872, 1877 et 1891 mais retranché de la portion de Bafi-Keramydi, attribuée par la Deuxième république hellénique à des réfugiés micrasiates entre 1924 et 1936 ;
- Domaine de Polydéndri (33 600 000 m2) acheté avec l'argent de la dot de la princesse Frederika de Hanovre en 1939 ;
- Palais et domaine de Mon Repos (238 000 m2) offerts au roi Georges Ier par le conseil provincial de Corfou en 1864 et agrandi par achats successifs entre 1870 et 1912[1].

## Origines du contentieux

### L'abolition progressive de la monarchie et la question des biens de la famille royale
Le 21 avril 1967, un coup d'État militaire renverse le gouvernement de Panagiotis Kanellopoulos et instaure la dictature des colonels en Grèce,. Pris au dépourvu, le roi Constantin II reconnaît, dans un premier temps, le nouveau régime avant d'organiser une tentative de contre-coup d'État qui échoue le 13 décembre 1967. Dans ces circonstances, le souverain et sa famille sont contraints à l'exil, sans pour autant être déchus par les militaires au pouvoir.
Le 15 novembre 1968, la junte promulgue une nouvelle constitution, qui est modifiée en 1973, lorsque Constantin II est finalement déposé. L'article 21 de la version de 1973 garantit le droit de propriété et dispose que nul ne peut être privé de ses biens si ce n'est pour cause d'utilité publique et moyennant une indemnisation. Dans son article 134 § 3, la loi fondamentale prévoit cependant une mesure législative unique ayant pour effet de confisquer les biens meubles et immeubles de l'ex-roi et de sa famille. Conformément à ce texte, la dictature militaire promulgue, en octobre 1973, le décret-loi no 225/1973 (publié au Journal officiel le 4 octobre 1973), qui nationalise l'ensemble des biens meubles et immeubles de l'ancienne dynastie. Une indemnité d'un montant de 120 000 000 drachmes est cependant octroyée à l'ancienne famille royale et déposée sur un compte bancaire mis à sa disposition. La part de l'indemnité allouée à l'ex-roi s'élève à 94 000 000 drachmes et celle de sa sœur, la princesse Irène, à 12 000 000 drachmes. Aucune indemnité n'est par contre prévue pour leur tante, la princesse Catherine. Le décret précise finalement que les indemnisations doivent être réclamées avant le 31 décembre 1975. Or, aucune d'entre elles n'est revendiquée par la suite.
Le 24 juillet 1974, la dictature des colonels est abolie et, par un acte législatif daté du 1er août 1974, le gouvernement civil dirigé par Konstantinos Karamanlis rétablit la constitution de 1952, à l'exception des dispositions ayant trait à la forme du régime politique (article 1). Dans ces conditions, l'ensemble des lois et des textes constitutionnels adoptés par la junte militaire est abrogé, ce qui abolit les mesures confiscatoires à l'encontre de la famille royale. Le gouvernement émet ensuite un décret-loi (no 72/1974) qui place les biens de la dynastie sous la responsabilité d'un conseil de sept membres chargé de les administrer dans l'attente que la forme du régime soit définitivement fixée.
En 1979, le conseil de sept membres est finalement dissous et les biens meubles de l'ancienne famille royale lui sont restitués. Puis, en janvier 1984, des négociations concernant les biens immobiliers sont engagées entre l'ex-roi et le gouvernement d'Andréas Papandréou. En 1988, ces derniers parviennent à un accord de principe sur les biens et les dettes fiscales de l'ancienne dynastie, mais celui-ci n'est jamais exécuté. En 1990, le gouvernement grec accuse l'ancien roi et ses sœurs Irène et Sophie de devoir pas moins de 301 000 000 drachmes au fisc grec en lien avec les propriétés pourtant jamais restituées.

### L'accord de 1992 et son annulation par le gouvernement Papandréou
Le 3 juin 1992, Constantin II et l'État grec, désormais représenté par le gouvernement Mitsotákis, parviennent finalement à un accord, figurant dans l'acte notarié no 10573/1992 qui en fait foi. Cet accord, ensuite incorporé dans la loi no 2086/1992, établit que :
- L'ex-roi cède à la Grèce une superficie de 200 030 m2 de forêts situées à Tatoï pour la somme de 460 000 000 drachmes ;
- Il fait don à une fondation d'utilité publique, nommée « Fondation médicale et centre de recherche Hippocrate », d'une superficie de 401 541,75 m2 de forêts situées à Tatoï ;
- Une fondation d'utilité publique, la « Fondation de la Forêt nationale de Tatoï », est créée et l'ex-roi fait don d'une superficie de 37 426 000 m2 de sa forêt à la fondation ;
- L'ancienne famille royale et l'État grec renoncent à tous leurs droits afférents aux dettes fiscales de l'ancienne famille royale et renoncent à toutes les procédures judiciaires pendantes y relatives ;
- L'ex-roi et sa famille acceptent de verser à l'État grec la somme de 817 677 937 drachmes de droits de succession, d'impôts sur le revenu et sur le capital avec les intérêts et les majorations. Viendront en déduction du versement que l'ex-roi devra effectuer les sommes dues à celui-ci en application de l'accord[1].

Dans ces conditions, l'ancien monarque et sa parentèle récupèrent l'intégralité des domaines de Polydendri et de Mon Repos ainsi qu'une bonne partie de celui de Tatoï.
Cependant, le 16 avril 1994, le gouvernement d'Andréas Papandréou promulgue la loi no 2215/1994 (entrée en vigueur le 11 mai suivant) qui abroge la loi no 2086/1992 et nationalise, sans aucune indemnisation, les biens meubles et immeubles de l'ancienne dynastie. Les membres de l'ex-famille royale sont en outre privés de leur nationalité grecque, à moins de reconnaître officiellement le régime républicain, de renoncer à leurs titres et droits dynastiques et d'adopter un nom de famille.
Considérant que sa famille et lui sont victimes d'une injustice, Constantin II se tourne alors vers les tribunaux de son pays. Le 30 avril 1996, la Cour de cassation lui donne raison en considérant que cette confiscation est contraire à la constitution,. Cependant, le Conseil d'État passe outre en décrétant, le 25 juin 1996, que la mesure prise par le gouvernement est bien conforme à la loi fondamentale,. Dans ces conditions, une Cour suprême spéciale est réunie à Athènes le 25 juin 1997 et sa décision est défavorable à l'ex-roi. L'ancienne famille royale ne peut dès lors plus faire appel dans son pays d'origine.

## Décisions de la Cour européenne des droits de l'homme
Le 21 octobre 1994, Constantin II et huit membres de sa famille déposent, devant la Cour européenne des droits de l'homme, une requête (no 25701/94) dirigée contre la République hellénique en vertu de l'ancien article 25 de la Convention européenne des droits de l'homme. Les requérants allèguent alors que la loi no 2215/1994, adoptée par le Parlement grec le 16 avril 1994 et entrée en vigueur le 11 mai 1994, violent leurs droits au titre de la Convention. Le 21 avril 1998, la Commission déclare cette requête en partie recevable, dans la mesure où elle concerne l'ex-roi, sa sœur Irène et leur tante Catherine.
Dans son rapport du 21 octobre 1999, la Cour formule à l'unanimité l'avis qu'il y a eu violation de l'article 1 du protocole no 1 et qu'il n'est pas nécessaire d'examiner s'il y a eu violation de l'article 14 de la Convention combiné avec l'article 1 du protocole no 1. Le 6 décembre 1999, un collège de la Grande Chambre décide que l'affaire doit être examinée par celle-ci. Une audience publique est ensuite organisée le 14 juin 2000, au palais des Droits de l'Homme de Strasbourg.
Le 23 novembre 2000, la Grande Chambre reconnaît que les requérants étaient propriétaires des biens en question en leur qualité de particuliers et non en tant que membres de la dynastie au pouvoir. Elle déclare cependant que l’expropriation de ces biens aurait été légitime si l’État grec avait versé une indemnisation à l'ancienne famille royale. Par conséquent, la Cour décide, par quinze voix contre deux, qu’il y a eu violation de l’article 1 du Protocole no 1 (protection des biens) à la Convention européenne des Droits de l’Homme. Mais elle ajoute, à l’unanimité, qu’il n'est pas nécessaire d’examiner le grief des requérants sur le terrain de l’article 14 de la Convention (interdiction de la discrimination) combiné avec l’article 20 du Protocole no 1,.
Le 28 novembre 2002, la Cour condamne la République hellénique à verser 12 000 000 € (17 365 416 €2024) de dommages à Constantin II, 900 000 € à la princesse Irène et 300 000 € à la princesse Catherine. Les trois requérants doivent en outre recevoir, conjointement, 500 000 € pour frais et dépens,.